# Tashiro Yūzō
Tashiro Yuzo (sinh ngày 22 tháng 7 năm 1982) là một cầu thủ bóng đá người Nhật Bản.

## Đội tuyển bóng đá quốc gia Nhật Bản
Tashiro Yuzo thi đấu cho đội tuyển bóng đá quốc gia Nhật Bản từ năm 2008.

## Thống kê sự nghiệp
| Đội tuyển bóng đá Nhật Bản | Đội tuyển bóng đá Nhật Bản | Đội tuyển bóng đá Nhật Bản |
| Năm                        | Trận                       | Bàn                        |
| -------------------------- | -------------------------- | -------------------------- |
| 2008                       | 3                          | 0                          |
| Tổng cộng                  | 3                          | 0                          |